# Möckleryd
Möckleryd är en by i Torhamns socken i Karlskrona kommun i Blekinge län.